# Beatrice (Nebraska)
Beatrice település az Amerikai Egyesült Államok Nebraska államában, Gage megyében, melynek megyeszékhelye is. Lakosainak száma 12 261 fő (2020. április 1.).

## Népesség
A település népességének változása:

| 2010 | 12 459 |
| 2020 | 12 261 |